# Mannsdorf (Schierling)
Mannsdorf ist ein Gemeindeteil des Marktes Schierling im Landkreis Regensburg (Oberpfalz, Bayern). Das Kirchdorf Mannsdorf war bis 1978 Sitz der gleichnamigen Gemeinde.

## Geschichte
Die katholische Filialkirche St. Andreas stammt aus dem 17. Jahrhundert. Die Gemeinde Mannsdorf entstand mit dem bayerischen Gemeindeedikt von 1818. Am 1. Mai 1978 wurde Mannsdorf nach Schierling eingemeindet.

## Sehenswürdigkeiten
In der Liste der Baudenkmäler sind für Mannsdorf die Filialkirche St. Andreas, ein Bauernhaus und ein Stadel aufgeführt.